# Мамонов, Митрофан Мамонович
Митрофан Мамонович Мамонов (5 августа 1913 — 28 июня 1996) — советский партийный деятель. Герой Социалистического Труда (1971).
В качестве самого себя принял участие в съёмках художественного фильма «Тайное голосование».

## Биография
Родился в 1913 году в селе Раздорное Бирюченского уезда в семье крестьян, рано потерял родителей, работал по найму у кулака. После окончания школы крестьянской молодежи работал на одной из донбасских шахт.
С началом коллективизации по путёвке комсомола направлен в родные края. Участвовал в организации колхозов в Буденковском районе Воронежской области, обучал грамоте сельскую молодежь, в 1931-1932 годах был секретарем комсомольской организации села Верхососна. Затем работал заместителем и председателем сельского совета, председателем районной плановой комиссии и  народным судьёй Буденновского района.
Член ВКП(б) с 1937 года. С 1939 года — в Красной Армии. Участник Советско-финской войны.

### В годы Великой Отечественной войны
На начало войны в 568-м стрелковом полку 149 стрелковой дивизии. 28 июля 1941 года тяжело ранен. После госпиталя направлен в танковые войска, но при ознакомлении с американским танком загнал его в канаву, после чего направлен на штабную должность.
В 1942 году — начальник штаба стрелково-пулемётного батальона 193-й танковой бригады (Донской фронт). В августе 1942 года Мамонов с двумя бойцами пробравшись в расположение противника гранатами уничтожил две пушки и вывел из строя их расчёты. 5 сентября 1942 года рисковано, но продумано расположив минометную роту перед позициями пехоты, обеспечил победу в бою.
В 1943 году — в 201 танковой бригаде (Воронежский фронт). Участвовал в Острогожско-Россошанской операции, так 19 января 1943 года в боях за город Валуйки подразделение возглавляемое М.М.Мамоновым уничтожило до 100 и взяло в плен 90 гитлеровцев.
Находясь в боевых порядках действующей армии Великой Отечественной войны 1941-1945 гг  он получил  три тяжелых ранения
Участник Парада Победы на Красной площади в Москве в 1945 году в составе сводного моторизованного полка. После участвовал в войне с Японией на Забайкальском фронте.  Войну закончил в должности командира мотострелкового батальона. Демобилизован по состоянию здоровья в звании майора в конце 1945 года.

### После войны
С февраля 1946 года находился на партийной работе. Три года являлся секретарем Буденновского райкома ВКП(б). В 1951 году окончил Воронежскую областную двухгодичную партшколу.
В 1951-1957 годах — первый секретарь Воробьевского районного комитета КПСС.  С 1957 по 1983 год — первый секретарь Острогожского райкома КПСС Воронежской области. За двадцать шесть лет его работы во главе Острогожского района в два с половиной раза повышена урожайность зерновых культур, коренным образом изменилось возделывание сахарной свеклы , почти в три раза увеличено производство и заготовки мяса и молока, в десять раз - шерсти.
Мамонов М.М. делегат XXIII-го (1966), XXIV-го (1971), XXV-го (1976) съездов КПСС.
В 1983 году в возрасте 70-лет вышел на пенсию. Отказался от предложения переехать в Воронеж, остался жить в городе Острогожске. На общественных началах возглавлял районный Совет ветеранов войны и труда. Скончался 26 июля 1996 года.

## Награды и признание
Указом Президиума Верховного Совета СССР от 8 апреля 1971 года «за выдающиеся успехи, достигнутые в развитии сельскохозяйственного производства и выполнение пятилетнего плана продажи государству продуктов земледелия и животноводства» М.М. Мамонову присвоено звание Героя Социалистического Труда с вручением ордена Ленина.  Ранее был награжден орденом Трудового Красного Знамени, орденом Октябрьской Революции, медалью "За доблестный труд. В ознаменовании 100-летия со дня рождения В.И.Ленина"
Боевые награды: два ордена Отечественной войны I степени (1943, 1985), орден Красной Звезды (04.12.1942), медаль «За отвагу» (03.01.43), медали «За победу над Германией» , "За победу над Японией".
5 августа 2013 года — в день когда М.М. Мамонову исполнилось бы 100 лет, в городе Острогожске на доме по улице Крамского, в котором он жил многие годы, установлена мемориальная доска.

## В культуре
В 1979 году в Острогожском районе проходила съемка художественного фильма «Тайное голосование». Для съёмок ключевой сцены — заседания правления колхоза, М.М. Мамонов предложил свой кабинет. Режиссёр же уговорил Митрофана Мамоновича сняться в качестве самого себя — секретаря райкома. Озвучил роль Игорь Ефимов.